# Касабланкский трамвай
Касабланкский трамвай — трамвайная система марокканского города Касабланка, запущенная в эксплуатацию в декабре 2012 года. Это вторая после столичной трамвайная система Марокко. На 2015 год она состояла из одной Y-образной линии протяженностью 31 км (48 остановок). В 2019 году 2 маршрута.

## История
Строился в 2000-е — 2010-е годы. Открыт 1 маршрутом в декабре 2012 года. В январе 2019 года открыт 2 маршрут.

## Маршруты
- № 1

По состоянию на 2015 год, трамвайная система состояла из одной линии T1, которая связывает район Sidi Moumen в восточной части города с районами Aïn Diab и Facultés в западной. Линия протяженностью 31 км насчитывала 48 остановок. Действовали два маршрута: Ain Diab plage — Sidi Moumen и Facultes — Sidi Moumen. 
. В 2019 году один конец разветвления передан построенному маршруту 2.
- № 2

Открыт 24 января 2019 года, с включением одного ответвления маршрута № 1, длина 16,5 км.

## Подвижной состав
В Касабланке используются 74 современных низкопольных двусторонних сочленённых вагона типа Citadis 302 производства французской компании Alstom. Каждый трамвай вмещает 606 пассажиров, включая 118 сидячих мест; они могут перевозить до 250 000 человек в сутки. Вагоны оснащены кондиционерами, тонированными стеклами, а также дисплеями с информацией на французском и арабском языках.
- Трамвай в центре города
- Трамвайная остановка
- Интерьер вагона
- Трамвай на остановке «le Quartier des Facultés»